# Dziewczyna (film 2004)
Dziewczyna (ang. Girlfriend) – bollywoodzki dramat miłosny z elementami thrillera i musicalu zrealizowany w 2004 roku przez Karana Razdana, autora Hawas i Umar. W roli tytułowej Isha Koppikar. Tematem filmu jest niezwykły trójkąt. O serce dziewczyny walczą ze sobą (także dosłownie) mężczyzna i kobieta.
Zdjęcia kręcono w Mumbaju. Sceny urlopu bohaterów nagrywano na Mauritiusie.

## Fabuła
Sapna (Amrita Arora) i Tanya (Isha Koppikar) przyjaźnią się od kilku lat. Razem studiowały, teraz razem mieszkają, bawią się, płaczą, śmieją się, nawet śpią w jednym łóżku. Każda z nich inaczej jednak rozumie tę przyjaźń. Dla molestowanej w dzieciństwie i nienawidzącej mężczyzn Tanyi Sapna jest miłością jej życia. Odczuwa wobec niej nie tylko przyjaźń, ale i pożądanie. Sapna naiwna, ufna kocha ją jak siostrę, jak przyjaciółkę, choć po alkoholu i narkotykach pozwala sobie raz na pieszczoty, których potem się wstydzi. Pewnego razu podczas dwutygodniowego wyjazdu Tanyi do Londynu, Sapna poznaje Rahula. Radosna wita Tanyę nowiną: "jestem zakochana!". Tanya rozpoczyna przeciwko Rahulowi walkę o serce Sapny.

## Motywy Bollywoodu
- Tanya uwodzi Sapnę odurzona alkoholem. Pieści ją czule i namiętnie. Walcząc z mężczyznami zdobywa pieniądze na czynsz za mieszkanie. Zazdrosna o kochanego przez Sapnę mężczyznę intryguje, aby ich rozdzielić. Mówi o sobie "Jestem lesbijką, mężczyzną w ciele kobiety". Film był reklamowany jako pierwszy lesbijski thriller Bollywoodu. Aktywiści z "Bharatiya Vidyarthi Sena" szturmowali kina, palono plakaty filmowe. Motyw lesbijski także m.in. w – Moksha: Salvation, Ogień, Podkręć jak Beckham, Kama Sutra – A Tale Of Love (trzy ostatnie zrealizowane przez kobiety żyjące poza Indiami).
- Sapna wychodząc bez Tanyi na dyskotekę idzie z homoseksualistą, bo tylko u boku mężczyzny nie pożądającego kobiet czuje się bezpiecznie. Rahul chcąc zbliżyć się do Sapny udaje homoseksualistę. Sceny te mają charakter komiczny. Motyw homoseksualizmu też m.in. – w Honeymoon Travels Pvt. Ltd., Mój brat Nikhil, czy żartobliwie w Masti i Gdyby jutra nie było.
- Tanya wspomina z bólem i nienawiścią mężczyznę, który molestował ją, 7-letnią wówczas dziewczynkę strasząc i przekupując czekoladą. Motyw molestowania dziecka też m.in. w filmie Monsunowe wesele.
- Aby udowodnić Sapnie, że wszyscy mężczyźni są gotowi do zdrady, Tanya próbuje uwieść odurzonego szampanem Rahula. Podobna scena uwodzenia mężczyzny przez kobietę m.in. w Aitraaz. Walcząc z Rahulem Tanya najpierw oślepia go rzucając mu w oczy chili. Podobna sytuacja przydarza się bohaterowi kollywoodzkiego kina w Nijam.

## Obsada
- Amrita Arora – Sapna
- Shantanu Chappana
- Aashish Chaudhary – Rahul
- Isha Koppikar – Tanya
- Dolly Malhotra
- Sumit Nijhawan

## Muzyka i piosenki
Autorem muzyki jest Daboo Malik (Hum Tumhare Hain Sanam, Hawas).
- Thodi Tumse Shararat
- Bheegi Bheegi
- Tere Chehre – Male
- Thodi Tumse Shararat (Sad)
- Hamara Dil – 1
- Suno To Jaana Jaana
- Tere Chehre – Female
- Hamara Dil – 2